# Orde van de Verdedigers van Penang
De Hoogste Orde van de Verdigers van Penang, in het Maleis "Darjah Utama Pangkuan Negeri" en in het Engels "Most Supreme Order of the Defender of State" geheten, is de enige orde van verdienste van Penang. De orde werd in 1967 door de Commissaris des Konings, de Pulau Pinang Yang di-Pertua Negri ingesteld.
De orde kent de volgende graden;
- De graad van Meest Verheven Verdediger van de Staat, "Darjah Utama Pangkuan Negeri" of "Most Supreme Order of the Defender of State" werd in 1967 ingesteld. De dragers mogen de letters DUPN achter hun naam plaatsen. Het versiersel wordt aan een breed lint over de rechterschouder op de linkerheup gedragen.

- Grootcommandeur in de Meestgewaardeerde Orde van de Verdediger van de Staat, "Darjah Panglima Pangkuan Negeri" of "Most Esteemed Order of the Defender of State". Deze graad werd in 2003 ingesteld. De dragers mogen de letters DPPN achter hun naam plaatsen. Het versiersel wordt aan een breed lint over de rechterschouder op de linkerheup gedragen.

- Ridder-grootcommandeur in de Meest Verheven Orde van de Verdediger van de Staat, "Darjah Panglima Pangkuan Negeri" of "Most Esteemed Order of the Defender of State". Deze graad werd in 1996 ingesteld. De dragers mogen de letters DGPN achter hun naam plaatsen. Het versiersel wordt aan een breed lint over de rechterschouder op de linkerheup gedragen.

- Grootcommandeur in de Meest Verheven Orde van de Verdediger van de Staat, "Darjah Yang Mulia Pangkuan Negeri" of "Most Esteemed Order of the Defender of State". Deze graad werd in 1967 ingesteld. De dragers mogen de letters DMPN achter hun naam plaatsen. Het versiersel wordt aan een breed lint over de rechterschouder op de linkerheup gedragen.

- Ridder-commandeur in de Orde van de Verdediger van de Staat, "Darjah Setia Pangkuan Negeri" of "Order of the Defender of State". Deze graad werd in 1976 ingesteld. De dragers mogen de letters DSPN achter hun naam plaatsen. Het versiersel wordt aan een lint om de hals gedragen.

- Commandeur in de Orde van de Verdediger van de Staat, "Darjah Johan Negeri" of "Order of the Defender of State". Deze graad werd in 1976 ingesteld. De dragers mogen de letters DJN achter hun naam plaatsen. Het versiersel wordt aan een lint op de linkerborst gedragen.

De linten van de onderscheidingen van Penang zijn allen variaties op de drie kleuren van het wapen; oranje, blauw en wit.